# Micromeryx
Il micromerice (gen. Micromeryx) è un mammifero artiodattilo estinto appartenente ai moschidi. Visse nel Miocene medio e superiore (circa 12 – 8 milioni di anni fa) e i suoi resti fossili sono stati ritrovati in numerose zone d'Europa e dell'Asia. 

## Descrizione
Questo animale era molto simile all'attuale mosco moschifero (Moschus moschiferus) dell'Asia orientale. Le dimensioni di Micromeryx (il cui nome significa “minuscolo ruminante”) erano però molto minori: il peso di questo animale infatti non doveva raggiungere i 5 chilogrammi. La dentatura di Micromeryx era molto simile a quella degli attuali cefalofi (gen. Cephalophus), ma più primitiva. Come nei moschi attuali, i maschi di questi animali erano dotati di lunghi canini superiori, che sporgevano dalla bocca quando questa era chiusa. Il corpo era snello e corto, mentre le zampe erano estremamente allungate. 

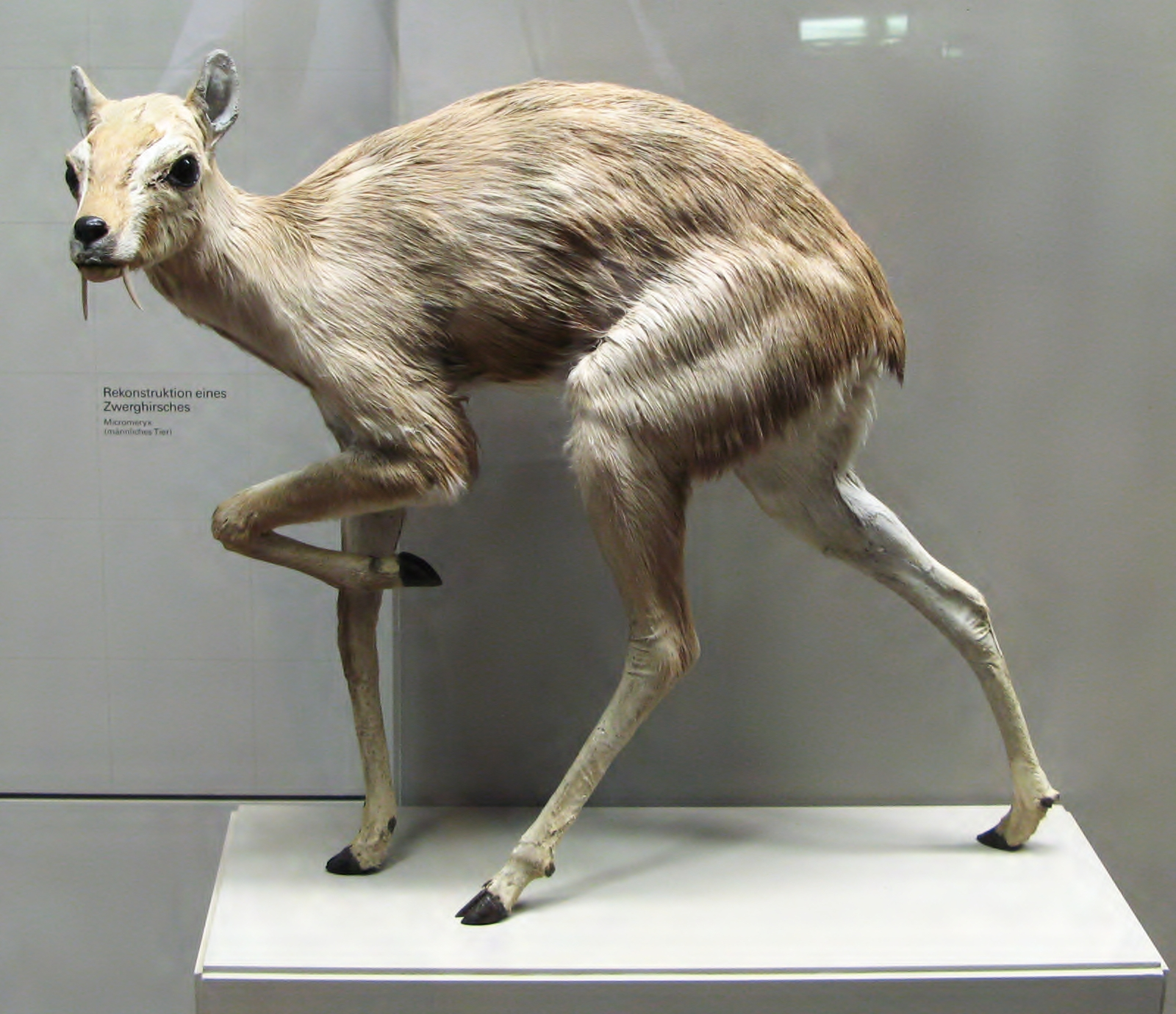
Ricostruzione di Micromeryx

## Classificazione
Micromeryx era un rappresentante primitivo dei moschidi, un gruppo di ruminanti primitivi strettamente imparentati con i cervi, che ebbero una notevole espansione nel corso del Miocene e del Pliocene e che attualmente sono rappresentati da poche specie, come il già citato mosco moschifero. Micromeryx probabilmente si originò in Asia occidentale e da lì si diffuse verso l'Europa e l'Asia orientale. Molti fossili di questo animale sono stati ritrovati in una vasta area geografica che spazia dalla provincia greco-iraniana (ad esempio la Turchia) alla Spagna, ma anche in Cina. Un animale piuttosto simile era Hispanomeryx, dalla diffusione paragonabile ma che si estinse nel corso del Miocene medio.

## Paleoecologia

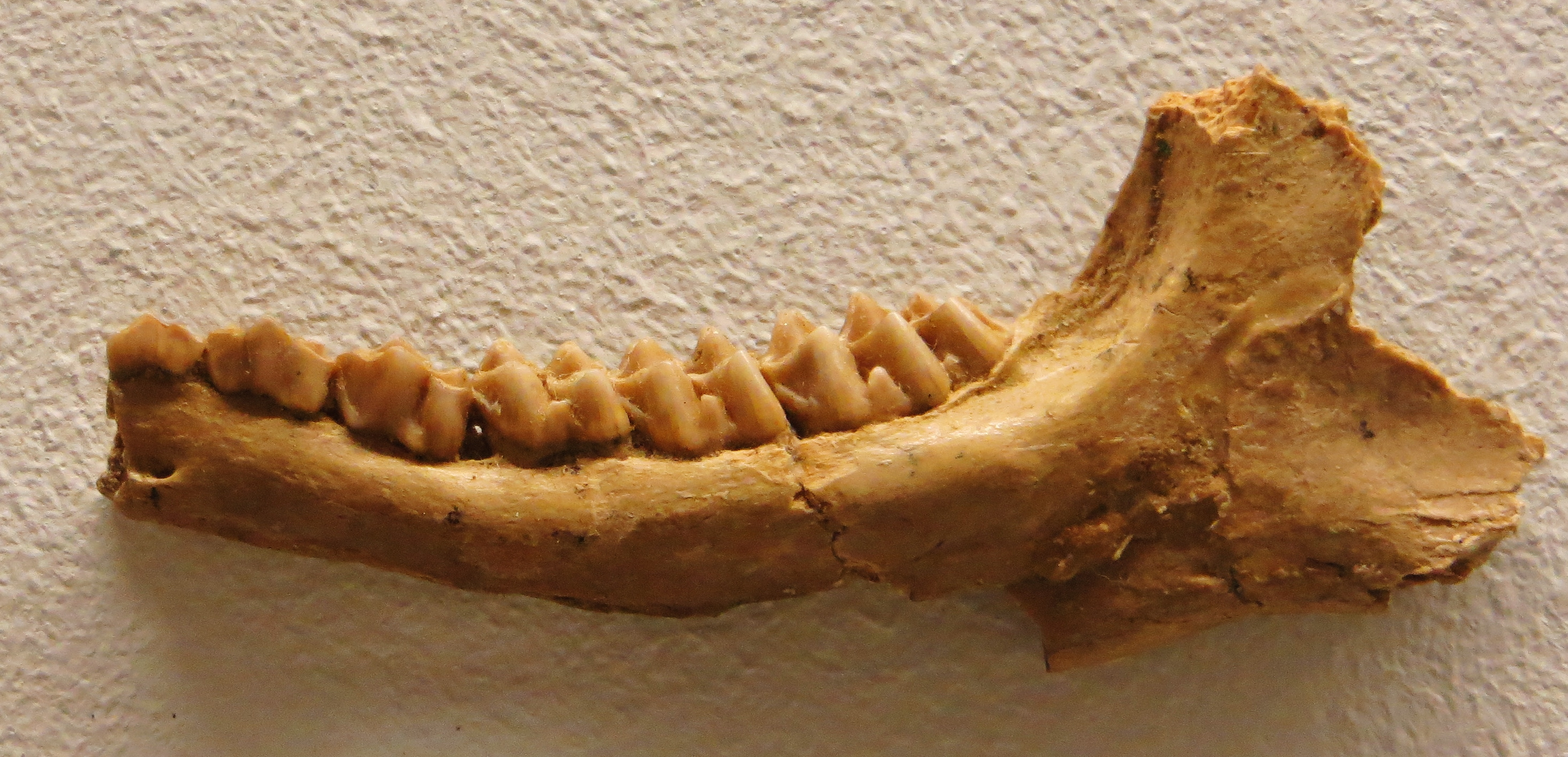
Mandibola di Micromeryx flourensianus

La dentatura di Micromeryx indica che questo animale si nutriva della bassa vegetazione tenera delle foreste; probabilmente si nutriva anche di frutta, larve e occasionalmente anche di carogne.